# Чхве Ён Суль
Чхве Ён Суль (кор. 최용술?, 崔龍述?; 9 ноября 1904, Йондон, Чхунчхон-Пукто, Корея — 15 июня 1986) — корейский мастер боевых искусств, основатель стиля хапкидо.

## Биография
В 1912 году, в возрасте 7 лет, Чхве был вывезен из оккупированной Кореи в Японию и направлен на работы. В Японии, сбежав от своего похитителя, бизнесмена Моримото, Чхве уехал в Осаку, где его подобрали полицейские и, выяснив его статус, отправили в буддистский храм недалеко от Киото, на попечение монаху Кинтаро Ваданаби, где он и прожил следующие два года.
Кинтаро Ваданаби был близким другом Сокаку Такэды и, когда Чхве было 11 лет, познакомил его с этим мастером боевых искусств. Сокаку решил взять Чхве себе в услужение и тренировать его. Он дал ему новое японское имя Ёсида Асао (яп. 吉田朝男).
Чхве, в качестве личного слуги, присутствовал на всех занятиях Такэды по Дайто-рю Айки-дзюдзюцу. Сокаку Такэда очень хорошо относился к своему корейскому слуге и обучил его всем техникам, которые знал сам. Впоследствии Чхве стал помощником Сокаку во всех его уроках боевых искусств, которые преподавались высокопоставленным чиновникам императорского дворца в Токио.
В 1933 году Сокаку Такэда вместе со своими учениками совершил поездку на Гавайи с показательными выступлениями, в которой Чхве являлся лидером демонстрационной программы.
Чхве оставался с Сокаку Такэдой на протяжении тридцати лет, до самой смерти своего хозяина и учителя — 25 апреля 1943 года. Затем Чхве вернулся в Корею, поскольку дальнейшее пребывание в Японии становилось для него небезопасным.
Чхве Ён Суль, как основатель школы, является обладателем 10-го дана хапкидо.